# Ectropis lutamentaria
Ectropis lutamentaria là một loài bướm đêm trong họ Geometridae.